# Fotogramas de Plata 1950
El lliurament del 1r Premi Fotogramas de Plata (coneguts oficialment com a Placa San Juan Bosco), corresponent a l'any 1950 lliurat per la revista espanyola especialitzada en cinema Fotogramas que atorgava el premi al "millor intèrpret de cinema espanyol que hagi demostrat amb propietat un paper de destacats valors morals, va tenir lloc el 31 de gener de 1951, diada de Sant Joan Bosco (patró del cinema), a la residència de la família Nadal-Rodó, propietària de la revista, situada a la ronda de Sant Pere de Barcelona. El premi consistia en una placa realitzada per uns joiers barcelonins i que el 1970 seria substituïda per una estatueta, quan el premi prendria el nom definitiu de "Fotogramas de Plata".

## Candidatures

### Millor intèrpret de cinema espanyol
| Intèrpret         | Pel·lícula | Resultat  |
| ----------------- | ---------- | --------- |
| Jesús Tordesillas | Pequeñeces | Guanyador |